# Monument funerari Família Ortoll Junqué
El Monument funerari Família Ortoll Junqué és una obra de l'academicisme de Vilanova i la Geltrú (Garraf) protegida com a Bé Cultural d'Interès Local.

## Descripció
Monument funerari de planta quadrangular amb sarcòfags laterals penjats d'accés des de l'interior. Capella coberta amb volta de quatre punts i cúpula semiesfèrica. Façana principal amb porta d'accés amb llinda i reixa, coronada per un arc de mig punt cec amb arquivolta. Columnes de fust llis i capitell a cada banda que suporten pinacles. Capcer motllurat. La façana posterior i les laterals segueixen les pautes compositives de la descrita, destacant en cada una un rosetó de mig punt.
Els materials emprats són la pedra i el totxo. Marbre al paviment i l'altar. Vitralls als rosetons. Ferro forjat a la reixa d'accés. Retaule de la crucifixió de marbre.
Hi ha la següent inscripció: Bartolomé Ortoll i Junqué i família